# Joaquín de la Gándara y Navarro
Joaquín de la Gándara y Navarro (Rubayo, 1817-Bagnères-de-Bigorre, 29 de septiembre de 1880) fue un militar, empresario y aristócrata español. Hizo la carrera militar, ascendiendo en el escalafón militar y ocupando diversos puestos. De la Gándara también fue un prolífico hombre de negocios, estando muy ligado al desarrollo de los ferrocarriles en España.

## Biografía

### Inicios y carrera militar
Nació en Rubayo en 1817, en el seno de una familia de tradición militar. Joaquín, al igual que su hermano José, también realizó la carrera militar.  
Se incorporó a ejército en 1839, donde hizo carrera: llegó a alcanzar el rango de coronel y a ostentar el mando de la capitanía general de Burgos en 1842. En el contexto de las revoluciones de 1848, el coronel Joaquín de la Gándara organizó una rebelión militar en Madrid secundado por algunos progresistas como Manuel Buceta, Ricardo Muñiz, Serrano Bedoya y por el brigadier Narciso de Ametller. Existía otro grupo que también planeaba una rebelión, dirigido por José María Orense, que estaba apoyado por el Regimiento de España y pensaba apoderarse del Palacio de Buena Vista, de la sede de Correos y del Teatro Real. Los dos grupos se reunieron el 22 de marzo en una casa de la plaza del Progreso y fijaron el inicio de la sublevación para el 26 de marzo en Madrid. La rebelión tuvo lugar, pero falta de plan y de apoyo popular, el general Narváez redujo el levantamiento con facilidad. En ello contribuyeron las tropas de la Guardia Civil, a cargo del coronel Carlos Purgoldt.
Participó en la revolución de 1854, más conocida como la «Vicalvarada», tomando parte por las filas progresistas. Debido a los disturbios y saqueos que se llegaron a producir en Madrid, De la Gándara dirigió la represión contra estos —mandando a sus tropas hacer fuego contra los amotinados—. Esto le granjeó la impopularidad entre ciertos sectores. Ese año se retiró a la ciudad gala de Bayona, instalándose en Francia algún tiempo. No obstante, siguió en contacto con España debido a sus negocios.

### Hombre de negocios
Estrechamente ligado al empresario y estadista José de Salamana, del cual era amigo personal, De la Gándara llegó a participar en iniciativas empresariales como la Sociedad General de Fosfatos de Cáceres o la Colonia agrícola San Pedro Alcántara. Sin embargo, el principal sector al que estuvo vinculado fue el de los ferrocarriles, que en aquella época se encontraba en plena expansión. 
De la Gándara tuvo participación directa en la construcción de varias líneas férreas, siendo miembro del consejo de administración de la compañía MZA en 1858. Llegó a poseer el ferrocarril de Jerez de la Frontera a Bonanza, el cual entró en servicio en 1877. También intervino como contratista de obras en la construcción de las líneas Almorchón-Belmez (1868) y Córdoba-Belmez (1873), que daban acceso a la importante cuenca carbonífera de Peñarroya-Belmez-Espiel. En 1877 fundó junto al empresario malagueño Jorge Loring la Compañía de los Ferrocarriles Andaluces, de cuyo consejo de administración fue miembro. A este respecto, Loring y De la Gándara ya se habían hecho con los derechos de la línea Utrera-Osuna en 1875. En pocos años «Andaluces» se convirtió en una de las empresas ferroviarias más importantes del país, controlando una red de más de 700 kilómetros. Así mismo, fue accionista de la Compañía de los Ferrocarriles de Madrid a Cáceres y Portugal (MCP).
De la Gándara falleció en la localidad francesa de Bagnères-de-Bigorre el 29 de septiembre de 1880. Sus restos reposan en el cementerio de San Isidro.

## Vida personal
Contrajo matrimonio en 1858 con Rosa Plazaola y Limonta, con la cual tuvo varios hijos: Rosa, Hortensia, Inés, María, Mariana y José Joaquín.
Ostentó el título de I marqués de la Gándara, que le fue concedido por real decreto en 1878.